# La Adrada
La Adrada är en ort i Spanien.   Den ligger i provinsen Provincia de Ávila och regionen Kastilien och Leon, i den centrala delen av landet, 80 km väster om huvudstaden Madrid. La Adrada ligger 626 meter över havet och antalet invånare är 2 265.
Terrängen runt La Adrada är kuperad åt sydost, men åt nordväst är den bergig. Runt La Adrada är det glesbefolkat, med 18 invånare per kvadratkilometer. Närmaste större samhälle är Sotillo de la Adrada, 4,5 km öster om La Adrada. Omgivningarna runt La Adrada är i huvudsak ett öppet busklandskap.